# Ахенская марка
Ахенская марка (нем. Aachen Marck) — расчетная, а затем денежная единица города Ахена, которая чеканилась с 1615 по 1754 годы. В 1920—1923 годах во время гиперинфляции в Ахене изготавливались металлические и бумажные марки-нотгельды.

## История
25 декабря 800 года в Риме Папа Римский Лев III короновал франкского короля Карла императором Священной Римской империи. В конце VIII — начале IX Карл Великий создал в свободном имперском городе римского престола Ахене резиденцию римских императоров, которых там короновали долгое время до XVI века. В 1531 году короновали последнего императора Священной Римской империи Карла V.
В 1166 году в крепости города был основан имперский монетный двор. Там начиная с XIII и до конца XVIII столетия чеканились собственные монеты, а за единицу определения веса служила кёльнская марка. Первые монеты для Ахена начали чеканиться во времена правления короля Франции Людовика IX (1226—1270) в городе Тур и назывались торнези, или торнезигриш (Tournose, Tournosegroschen). Эти монеты быстро распространялись среди населения, поскольку удовлетворяли их торговые потребности. Среди населения эта монета имела более привычное название — шиллинг, или солид. Солид делился на 20 денаров, которые получили название торнезипарви, или торнезинигри (нем. Turonenses Parvi, Turonenses Nigri) через красноватый оттенок низкопробного серебра. Монеты лучшего качества называли альбусами (нем. Albus). Название торнези также использовали и соседние европейские государства. Типичный аверс на всех серебряных ахенских монетах: бюст святого, или регента Ахена. Внизу чеканился герб города на щите. На реверсе монет, в начале Нового времени изображался большой крест, впоследствии герб Ахена, или обозначение номинала. Во времена императора Священной Римской империи Людовика IV (1328—1347) чеканились монеты с названием стерлинги. Эти монеты полностью наследовали английские монеты времен короля Эдуарда I (1272—1307). Начиная с 1373 года в обращении появляются юнхайтгроши (нем. Juncheitsgroschen). В Центральной и Западной Европе на этих монетах впервые чеканился год изготовления. В XIII—XV веках, кроме перечисленных монет, в обращении были пфенниги. В 1420 году в обращении появился геллер. На первых геллерах не чеканилось значение номинала. В начале чеканки монеты изготавливались из низкопробного серебра, а с 1573 года из меди. В 50-х годах XVIII века новым штемпелем на деноминированных геллерах чеканилось новый номинал монеты. Например, обесцененные 4 геллера перечеканивались в 12 геллеров. С 1790 года, во время французской оккупации, Ахенский монетный двор утратил право на чеканку собственных монет, но геллеры продолжали чеканиться подпольно в 1797. В 1568 году в обращение был введен талер, который отвечал по дизайну и содержанию чистого серебра европейским стандартом того времени. Чеканились монеты ¼, ½, 1 и 2 талера (названный дупельталером, или двойным талером (нем. Doppeltaler)). В 1644 году был отчеканен последний серебряный талер. Для торговых операций широко стали использоваться золотые гульдены весом 3,5 грамма и содержащие чистое золото 986 пробы. В 1640 году золотой торговый гульден сменился на дукат с тем же содержанием золота, и пробой.